# Rue Imbert-Colomès
La rue Imbert-Colomès est une voie du quartier des pentes de la Croix-Rousse dans le 1er arrondissement de Lyon, en France.

## Situation et accès
Elle débute montée de la Grande-Côte face à la rue Neyret et se termine montée Saint-Sébastien. Les rues Chappet, Camille-Jordan, Pouteau et Capponi commencent dans cette rue et la rue Diderot s'y termine. La circulation se fait dans le sens inverse de la numérotation avec un stationnement des deux côtés. On trouve un stationnement cyclable près de la montée de la Grande-Côte et un autre en face d'un arrêt de bus.
Les bus    passent dans une partie de cette rue avec deux arrêt de bus. 

## Origine du nom
Le nom de la rue tire son nom de Jacques Imbert-Colomès (1729-1808), est un négociant et homme politique français, premier échevin de Lyon et député au conseil des Cinq-Cents.  

## Histoire
La rue est ouverte en 1824 pour former un lien entre les deux montées principales des pentes de la Croix-Rousse. Le nom de la rue est donné le 28 mai 1824 par délibération du conseil municipal.